# Ульяново (Лукояновский район)
Улья́ново — село в Лукояновском районе Нижегородской области. Входит в состав города Лукоянова.
Село находится на левом берегу реки Тёши.
В селе действует отделение Почты России (индекс 607811).
В селе располагается МОУ Ульяновская средняя школа.

## Население
| 2002 | 2010 | 2011 | 2012 | 2013 | 2014 | 2016 |
| ---- | ---- | ---- | ---- | ---- | ---- | ---- |
| 3419 | ↘953 | ↘950 | ↗952 | ↘950 | ↘926 | ↗955 |
| 2017 | 2018 | 2019 | 2020 | 2021 |      |      |
| ↘948 | ↘944 | ↘923 | ↘908 | ↘883 |      |      |